# Брайан, Уильям Дженнингс
Уильям Дженнингс Брайан (англ. William Jennings Bryan; 19 марта 1860, Сейлем, штат Иллинойс — 26 июля 1925, Дейтон, штат Теннесси) — американский политик и государственный деятель, представитель популистского крыла Демократической партии. Трижды (1896, 1900, 1908) баллотировался на пост президента США, все три раза проигрывал представителям Республиканской партии: Уильяму Мак-Кинли (дважды) и Уильяму Говарду Тафту.
Старший брат губернатора Небраски Ч. Брайана.

## Биография
Родился в городке Сейлем в южном Иллинойсе в семье юриста и политика Сайласа Брайнана и Мэри Энн Брайан. В 1866 семья переехала на 520-акровую (2,1 квадратных километра) ферму к северу от Сейлема, где и провёл детство Уильям Брайан. Родители Уильяма были глубоко религиозны: отец принадлежал к баптистской, а мать к методистской церкви.
До 10 лет Уильям Брайан учился дома. В 1874 он был отправлен в школу Whipple Academy в Джексонвилле. После окончания школы он поступил в колледж Иллинойса, где изучал классику, и окончил колледж лучшим учеником в 1881. Во время учёбы он был членом литературного общества Сигма Пи. После окончания колледжа он отправился в Чикаго для изучения права. В 1884 женился на Мэй Бёрд.
В 1883—1887 Брайан занимался юридической практикой в Джексонвилле, а затем переехал в новый городок Линкольн в Небраске. В 1890 году Брайан был выбран в Конгресс США от демократической партии.

### Президентские выборы

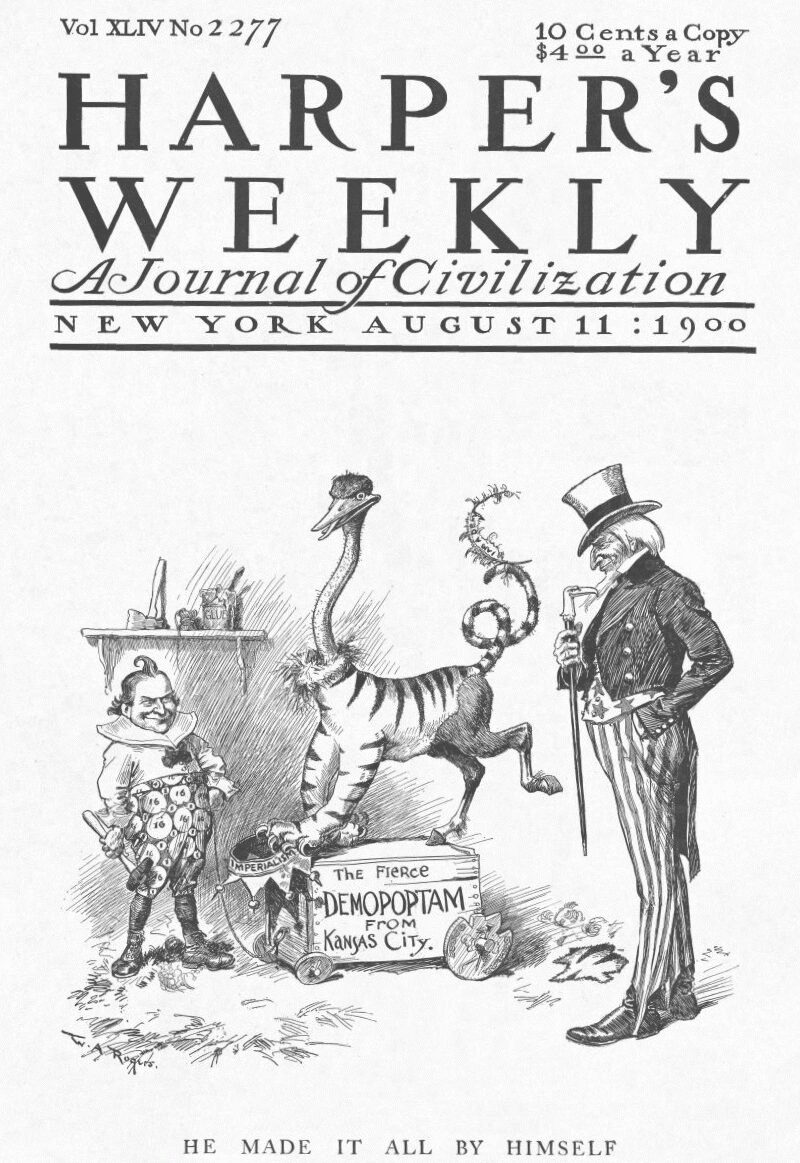
Карикатура на политическую платформу Брайана (1900)

В 1896 Брайан был выдвинут на пост президента США от Демократической партии после того, как произнёс на съезде знаменитую речь о золотом кресте. В это время ему было всего 36 лет и он был самым молодым кандидатом на должность президента за всю историю. Во время избирательной кампании Брайан выступал против золотого стандарта, за биметаллизм и широкое использование серебряных денег, что обеспечило ему популярность среди фермеров, мелкой и средней буржуазии. Кроме демократической партии его поддерживала популистская партия и серебряная республиканская партия (фракция сторонников серебряных денег, отколовшаяся от республиканской партии). Однако выборы Брайан проиграл республиканцу Уильяму Мак-Кинли с соотношением 176 против 271 голосов выборщиков.
Брайан выступал в поддержку войны против Испании, но после её окончания выступал против аннексии Филиппин.
В 1900 и 1908 Брайан снова баллотировался на должность президента США, что также не окончилось успехом. Будучи хорошим оратором, Брайан во время выборов совершал большие поездки по Америке, каждый день говоря по несколько часов перед народом в течение многих недель. За свою жизнь Брайан произнес тысячи речей.

### Государственный секретарь
В 1913 году, когда президентом при поддержке Брайана был избран демократ Вудро Вильсон, Брайан был назначен Вильсоном государственным секретарём США. Русским послом Ю. П. Бахметевым дипломатическое искусство Брайана оценивалось невысоко:
«Первые шаги г. Брайана не оправдали надежд тех оптимистов, которые воображали, что он сразу поймёт ответственность и достоинство своей должности, укротит свой широкий нрав, и сдержит свой чересчур откровенный язык, но „горбатого может исправить только могила“, и он остался тем же необузданным демагогом, что всегда был. Вместо того, чтобы взяться за изучение совершенно незнакомых ему дел, он через 10 дней после вступления в Государственный департамент уехал к себе домой в Небраску праздновать свой день рождения произнесением бесчисленных речей, переполненных по обыкновению самым пламенным либерализмом. В особенности в Чикаго, в день святого Патрика, он не удержался, и воодушевлённый зелеными флагами и ирландскими песнями и „гимнами“, пошел по-прежнему славить угнетённых и громить тиранов; восторгаясь успехами сторонников <ирландского> самоуправления, он объявил, что через 2 года ирландцы по всему свету будут праздновать свободу…
Я лично имел, как и все мы, только два раза случай обменяться несколькими словами с виновником этого переполоха на официальных приёмах в Белом доме, и у него, и он произвел на меня впечатление совершенно типичного самородка, без всяких претензий на европейские манеры, сохранившего и в наружности, и в обращении уже начинающую исчезать характерность старых американских политиканов, состоя 20 лет неудачным, но деятельным и влиятельным главой своей партии, ему трудно будет оставить постоянную борьбу для спокойной работы в самом мирном и не причастном к домашним вопросам министерстве, и его сторонники и последователи едва ли дозволят ему передать боевое знамя другому и посвятить 4 года делам, которыми они совершенно пренебрегают. последняя выходка доказала, что он не может отстать от толпы и уединиться в рабочем кабинете». „горбатого может исправить только могила“, что она и сделала с этим русским монархистом в Париже. 
Накануне первой мировой войны Брайан выдвинул план разрешения международных конфликтов путём арбитража. Брайан заключил 28 договоров с различными странами, по которым в случае возникновения конфликта между этой страной и США конфликт должен был решаться путём арбитража. «Пацифизм» Брайана вступил в противоречие с антигерманской позицией США и привёл к его отставке в 1915.
Брайан поддерживал введение Сухого закона. Другой сферой деятельности Брайана было противодействие преподаванию теории эволюции. Брайан выступал в качестве обвинителя на Обезьяньем процессе.